# 酒田市福祉乗合バス
酒田市福祉乗合バス（さかたしふくしのりあいバス）は、山形県酒田市にて運行しているコミュニティバスである。合併に伴い、旧八幡町及び旧松山町にて運行していた自治体バスを、統合している。尚、当記事では、酒田市に合併前の各自治体で運行されていた自治体バスについても、述べる。

## 沿革
- 1987年3月31日 - 酒田市営バス境興野線（酒田駅前 - 境興野）運行開始。
- 1998年10月28日 - 酒田市福祉乗合バス「るんるんバス」運行開始。当時は市内循環2路線のみ。
- 1999年7月2日 - 八幡町福祉乗合バス「ぐるっとバス」運行開始。
- 2004年10月1日 - 庄内交通の路線廃止に伴い、松山町福祉乗合バス運行開始。
- 2005年11月1日 - 酒田市と八幡町、松山町等との合併により、八幡町福祉乗合バス、松山町福祉乗合バスを酒田市福祉乗合バスに統合。

## 概要
- 料金は、乗車1回100円で、保護者同伴の未就学児は無料。回数券は11枚綴りで1,000円のものがある。
- 全路線12/31～1/1は運休。日曜日の運行は、隔日運行路線については、「月水金運行路線」と「火木土運行路線」とで1週ごとに交互に運行する。
- 運行形態は、自家用自動車（白ナンバー車）による有償運送である。
- 運行開始（合併前）より「るんるんバス」の愛称が付けられており、現在は合併前の酒田市が運行していた路線に対して使われている。
  - 旧八幡町の路線については、八幡町が使用していた「ぐるっとバス」の愛称をそのまま引き継いでいる。

## 路線
以下の路線がある。
循環系右回り線
- 中町西 - 酒田医療センター前 - みずほ1丁目 - 日本海総合病院 - 亀ヶ崎6丁目 - 勤労者福祉センター前 - 中町 - 文化センター前 - 光ヶ丘1丁目 - 北千日町 - デイサービスセンターいずみ前 - 浜田2丁目 - 酒田駅前 - 中町西

循環系左回り線
- 中町 - 酒田駅前 - 浜田2丁目 - デイサービスセンターいずみ前 - 北千日町 - 光ヶ丘1丁目 - 文化センター前 - 中町西 - 勤労者福祉センター前 - 亀ヶ崎6丁目 - 日本海総合病院 - みずほ1丁目 - 酒田医療センター前 - 中町

酒田駅大学線
- 酒田駅正面口 - 文化センター前 - 中町 - 市営体育館前 - 高見台(一部便のみ経由) - 大学前 - 土門拳記念館 - かんぽの郷

南遊佐砂越駅線
- 南遊佐コミュニティセンター前 - 前門 - 南鳥海駅前 - 六ツ新田 - 宮海 - 陸上競技場前 - 文化センター前 - 中町 - 酒田医療センター前 - 日本海総合病院 - 砂越駅前
  - 月曜・水曜・金曜のみ運行。

大平酒田駅線
- 大平 - 生石 - 手蔵田 - 本川 - 四ツ興野 - 日本海総合病院 - 酒田医療センター前 - 中町 - 酒田駅正面口
  - 火曜・木曜・土曜のみ運行。

八幡日本海総合病院線
- 八幡総合支所前 - 豊原 - 刈屋 - 本楯保育園前 - 庭田 - 吉田 - 下安町 - 本間美術館前 - 中町 - 東中の口 - 酒田医療センター前 - 日本海総合病院 
  - 火曜・木曜・土曜のみ運行。

酒田駅かんぽ線
- 酒田駅正面口 - ゆたか1丁目 - 上安町3丁目 - 浜田保育園前 - 中町 - さかた海鮮市場前 - 酒田医療センター前 - 日本海総合病院 - 四中前 - かんぽの郷 
  - 火曜・木曜・土曜のみ運行。

生石日本海総合病院線
- 生石 - 境興野 - 布目 - 中野曽根 - 中野新田 - 大多新田 - 浜田保育園前 - 中町 - 酒田駅正面口 - 北千日町 - 南新町 - さかた海鮮市場前 - 酒田医療センター前 - 日本海総合病院
  - 月曜・水曜・金曜のみ運行。

一條循環線
- やまゆり荘 - ゆりんこ - 八幡総合支所前 - 市条2区公会堂前 - 平沢公会堂 - 前川公会堂 - 市条2区公会堂前 - 八幡総合支所前 - ゆりんこ - やまゆり荘

観音寺循環線
- やまゆり荘 - ゆりんこ - 八幡総合支所前 - 小泉2区公会堂 - 塚渕公会堂 - 芹田局前 - 福山公会堂 - 山根公会堂 - 八幡総合支所前 - ゆりんこ - やまゆり荘

青沢やまゆり荘線
- 青沢 - 大蕨 - 八幡総合支所前 - 八幡中学校 - ゆりんこ - やまゆり荘

升田やまゆり荘線
- 升田 - 上草津 - 上草津登山口 - 下草津 - 上黒川 - 福山公会堂 - 八幡総合支所前 - 八幡中学校 - ゆりんこ - やまゆり荘

泥沢経由
- 升田 - 上草津 - 上草津登山口 - 上泥沢 - 赤剥 - 上黒川 - 福山公会堂 - 八幡総合支所前 - 八幡中学校 - ゆりんこ - やまゆり荘

家族旅行村経由
- 升田 - 大台野 - 鳥海山荘 - 家族旅行村 - 上草津登山口 - 下草津 - 上黒川 - 福山公会堂 - 八幡総合支所前 - 八幡中学校 - ゆりんこ - やまゆり荘

松山平田地区循環線　※括弧内は一部便のみ
- （中学校） - 松嶺本町 - 地見興屋 - 清川駅 - 柏谷沢（同区間折り返し運行）
- （車庫） - 片町南 - 上茗ヶ沢 - 相沢 - 平田総合支所前 - 砂越駅 - 石橋 - 山楯 - 悠々の杜温泉 - 砂越駅 - 平田総合支所前 - 相沢 - 上茗ヶ沢 - 片町南 - 松嶺本町

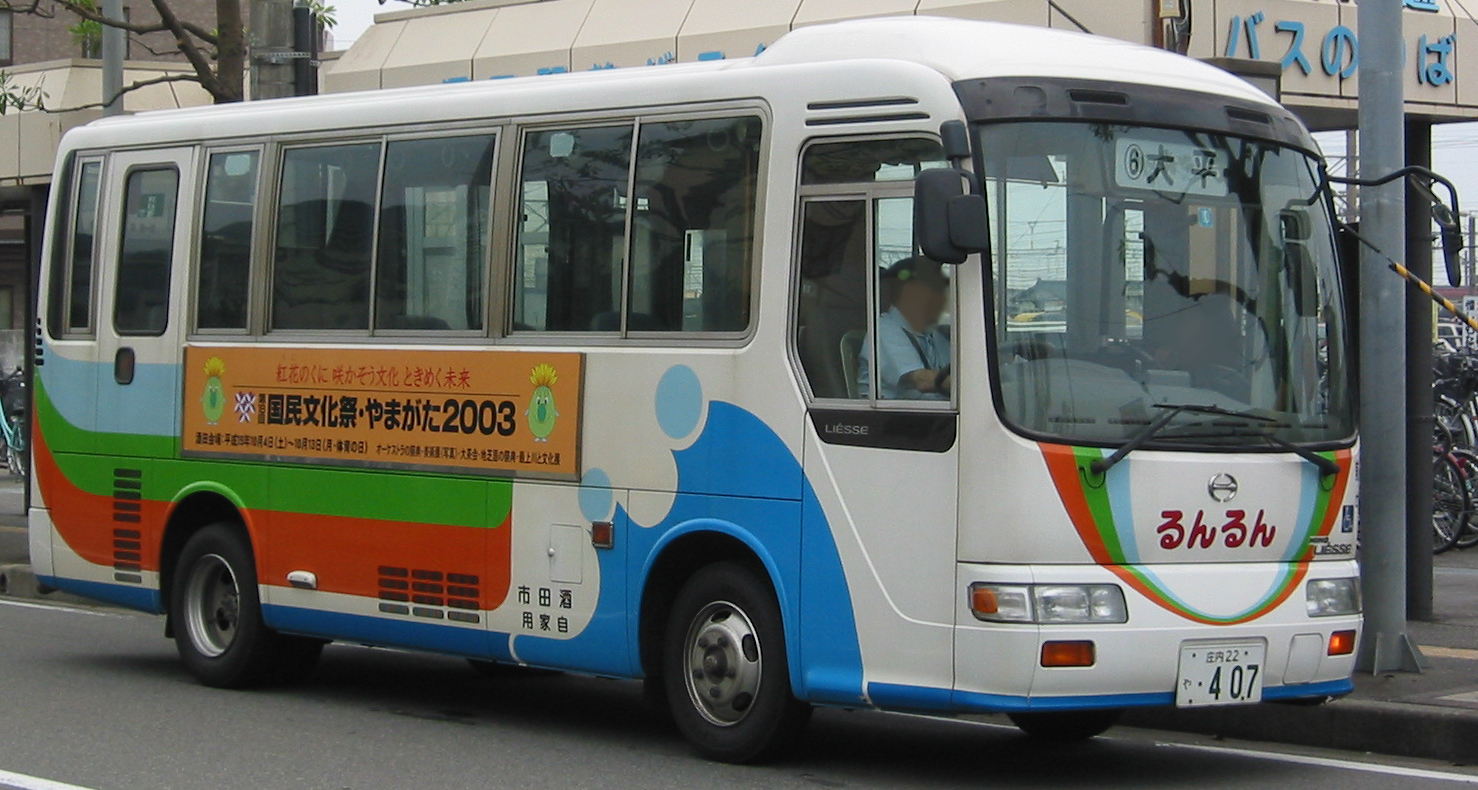
るんるんバスの車両（合併前）

## 合併前に運行されていた自治体バス
ここでは、合併前の各自治体で運行されていた以下の自治体バスについて、述べる。
1. 八幡町福祉乗合バス
2. 松山町福祉乗合バス
3. 酒田市営バス

### 八幡町福祉乗合バス

#### 概要
- 料金は、乗車1回100円で、中学生以下は無料。定期券は、3ヶ月用、6ヶ月用、1年用があった。
- 運行形態は、自家用自動車（白ナンバー車）による有償運送であった。
  - 一部便はスクールバス混乗方式を採っていた。スクールバス便は土曜・日曜・祝日は運休だった。
  - 運行業務を鳥海八森観光(株)、及び庄内交通に委託していた。
- 「ぐるっとバス」の愛称が付けられていた。

#### 路線
以下の路線があった。運行経路は現在の酒田市福祉乗合バスにある路線とほぼ同じである。
- 一條循環線
- 観音寺循環線
- 青沢やまゆり荘線
- 升田やまゆり荘線
- 升田やまゆり荘線（泥沢経由）
- 升田やまゆり荘線（家族旅行村経由）

#### 車両

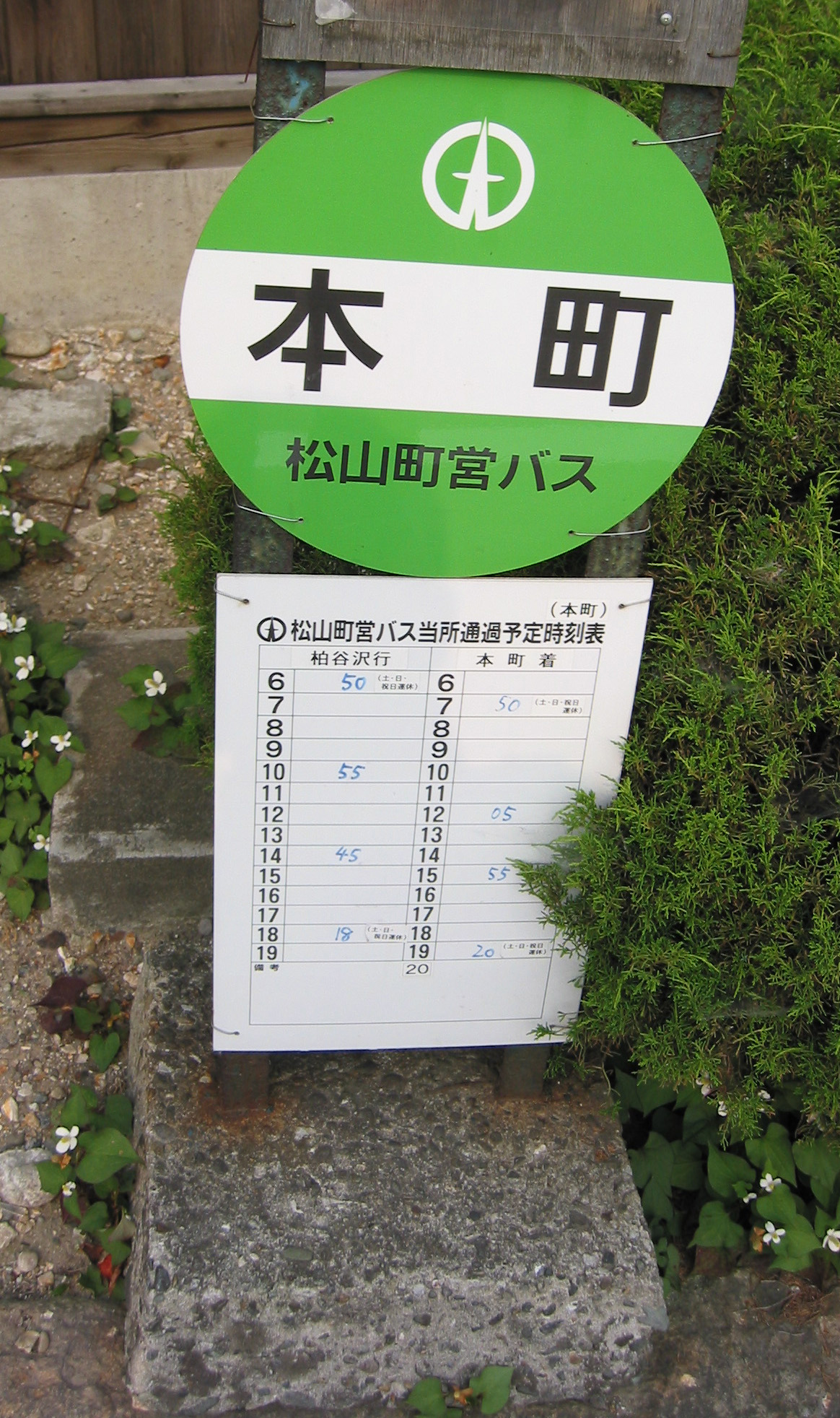
松山町営バスのバス停

- ぐるっとバス専用車3台、スクールバス用3台の計6台で運行していた。

八幡町福祉乗合バスの車両
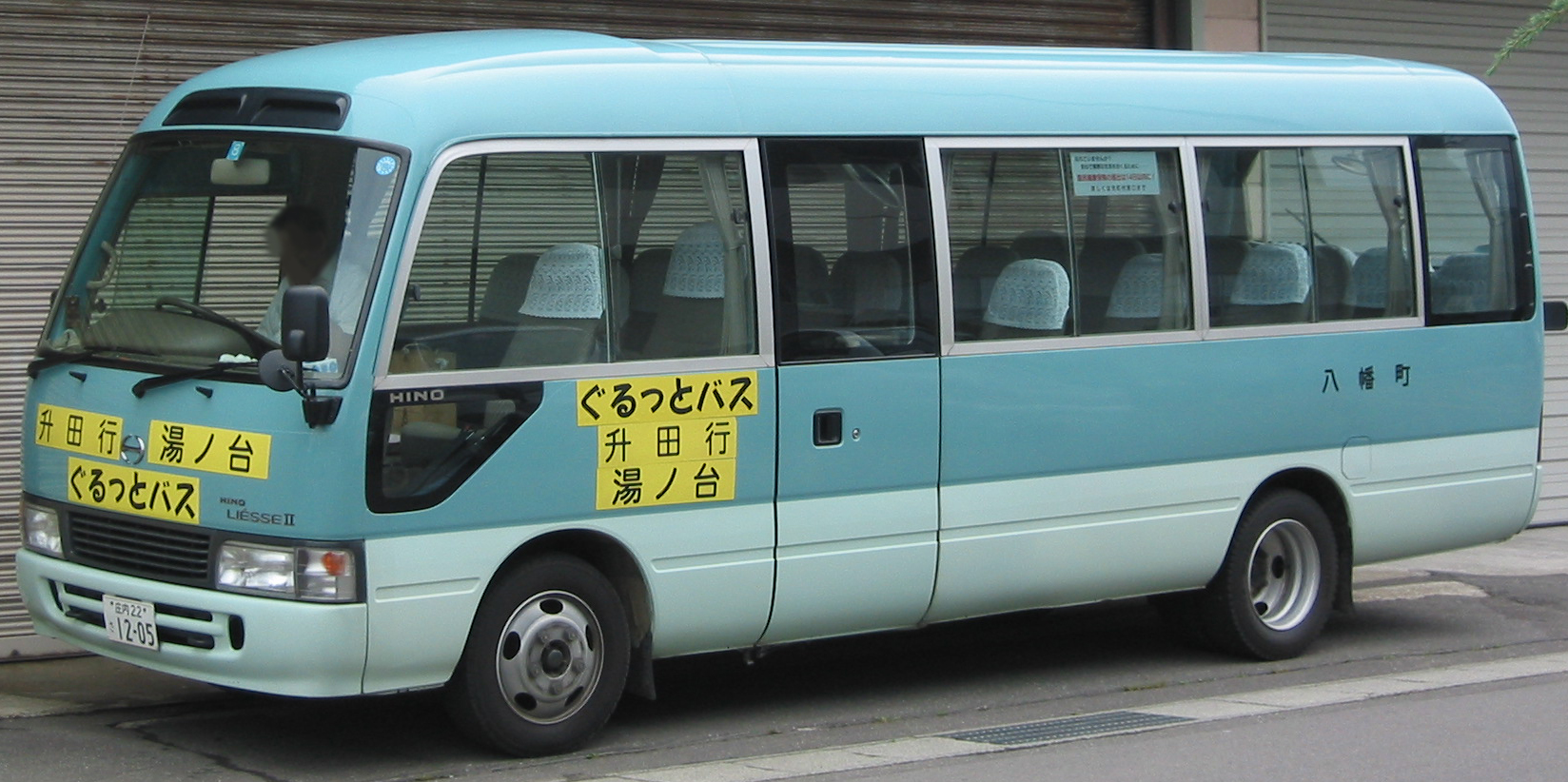
升田線の車両
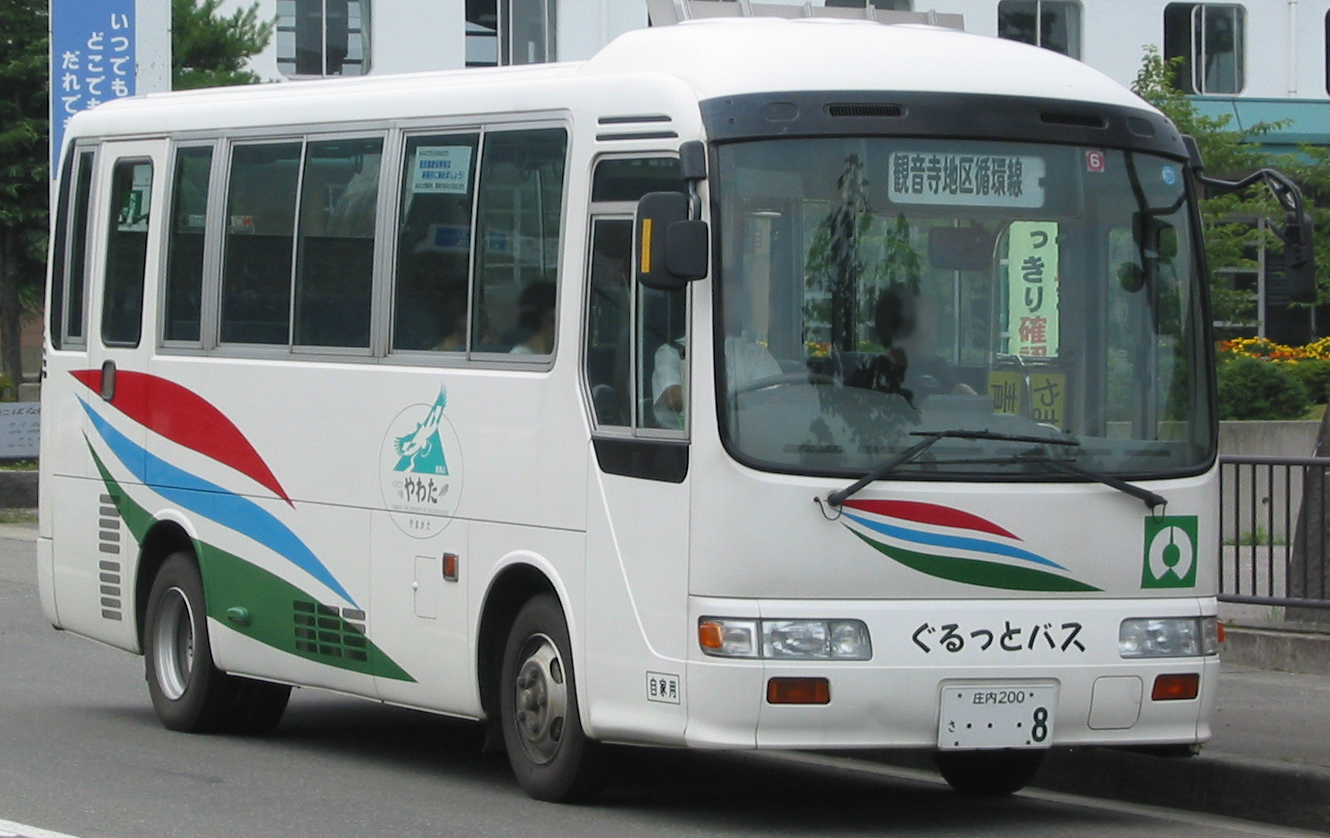
観音寺循環線の車両

### 松山町福祉乗合バス

#### 概要
- 庄内交通酒田地見興野線の廃止に伴い運行開始した、廃止代替バスである。
  - 但し、庄内交通時代の終点が地見興野だったにのに対し、清川駅・柏谷沢まで路線を伸ばしている。
- 料金は、乗車1回100円であった。
- 運行形態は、自家用自動車（白ナンバー車）による有償運送（いわゆる80条バス）であった。
- 一般には「松山町営バス」と呼ばれていた。バス停等の掲示も「松山町営バス」になっていた。

#### 路線
以下の路線があった。　※全バス停記載
- （中学校） - 本町 - 大沼新田 - 臼ヶ沢 - 下新田 - 地見興野 - 大川渡 - 成沢 - 荒興野 - 清川駅 - 柏谷沢
  - 中学校発着は4往復中1往復のみ。中学校発着含む2往復は土曜・日曜・祝日休。

#### 車両
- 町保有のスクールバスや保健バス（トヨタ・ハイエース：画像参照）を使用していた。

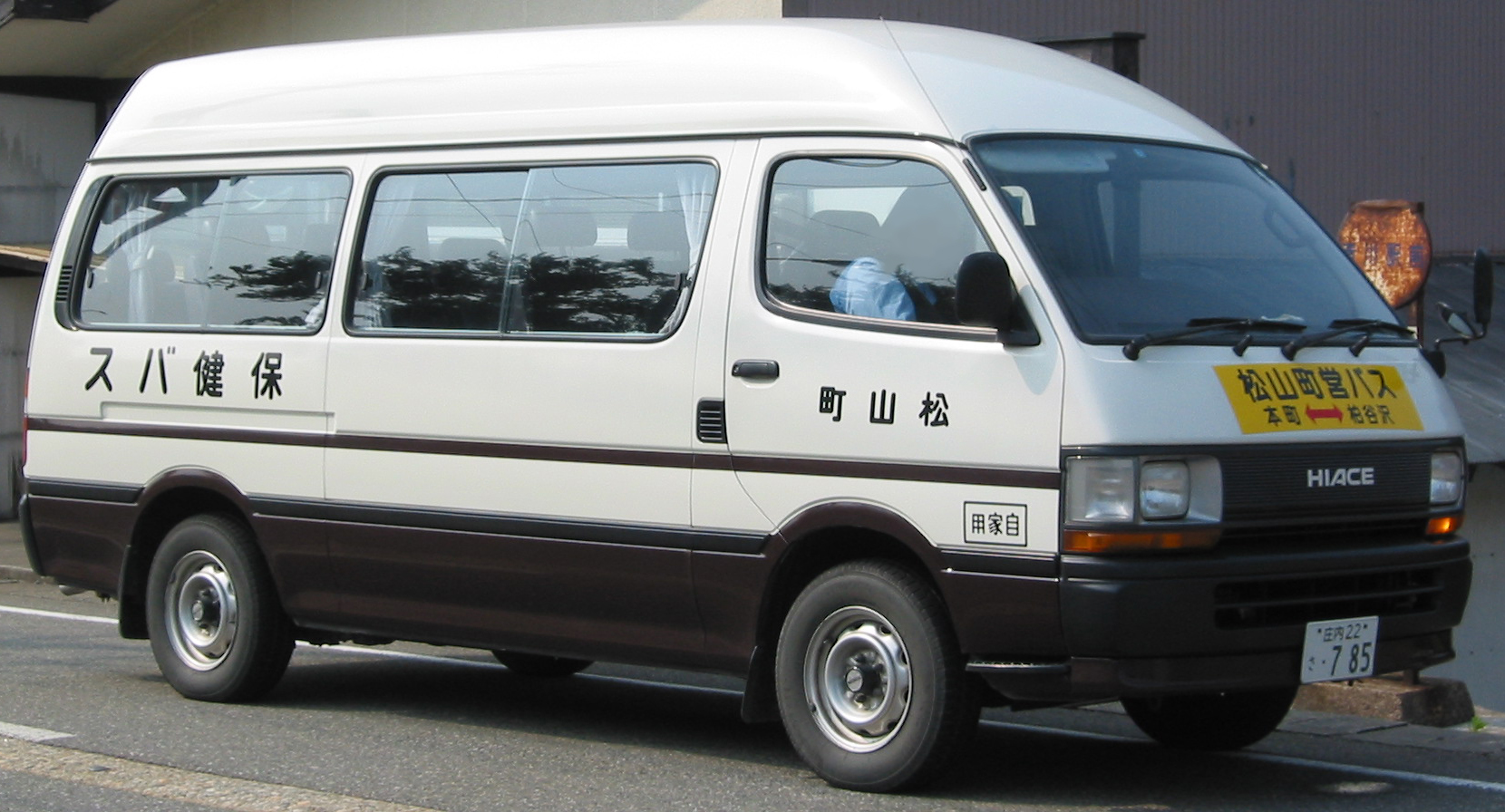
松山町営バスの車両

### 酒田市営バス

#### 概要
- 庄内交通の路線廃止に伴い運行開始した、廃止代替バスである。
- 運行形態は、自家用自動車（白ナンバー車）による有償運送（いわゆる80条バス）であった。
- 福祉乗合バス「るんるんバス」の運行開始後も、暫く併存していたが、後にるんるんバスの路線に取り込まれた。

#### 路線
以下1路線があった。
境興野線
- 境興野 - 関 - 北平田小学校 - 浜田 - 本町荘銀前 - 酒田駅前